# Gleerups bokhandel

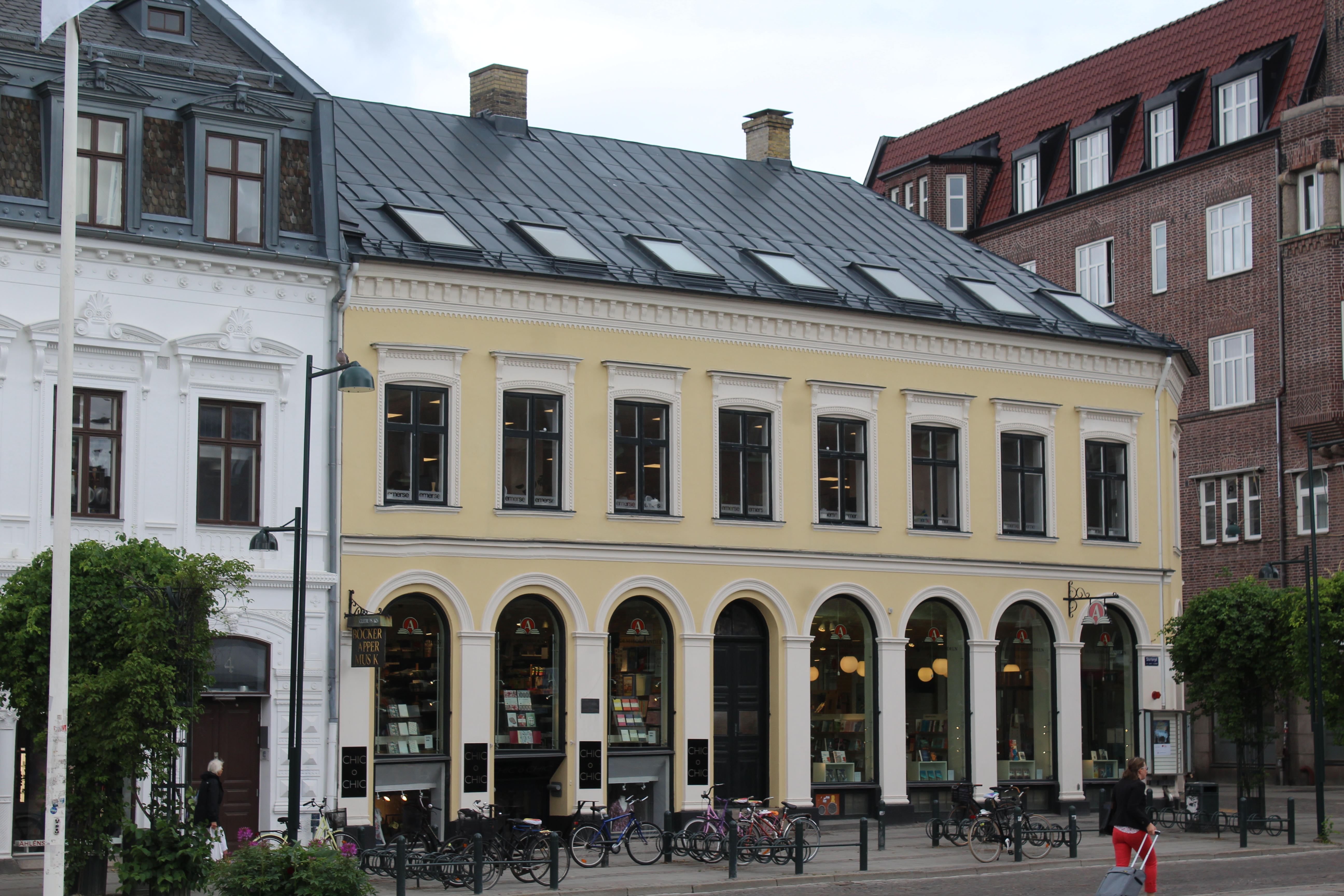
Gleerups vid Stortorget.

Gleerups bokhandel, är en bokhandel i centrala Lund, grundad 1826, med placering i samma lokal vid Stortorget sedan 1892.
Historiskt gick verksamheten länge under namnet Gleerupska universitetsbokhandeln. År 1999 blev Gleerups en del av Akademibokhandeln och det officiella namnet blev Akademibokhandeln Gleerups.
Bokhandeln har samma ursprung som förlaget Gleerups förlag, men förlags- och bokhandelsverksamheten har varit helt skilda sedan 1875.

## Historik
C. W. K. Gleerup, som arbetat några år i Gyldendalska bokhandeln, flyttade 1825 till Lund för att öppna en bokhandel. Bokhandeln öppnade år 1826.
År 1827 köptes tomterna för nuvarande Stora Södergatan 5 och 7 som kom att inhysa bokhandeln i sex decennier. Helt nya byggnader uppfördes på 1860-talet.
I januari 1861 delades förlags- och bokhandelsverksamheten upp på två firmor, där bokhandeln låg under firma C. W. K. Gleerups Sortiment som sköttes av C. W. K.:s son Jacob Gleerup.
Jacob Gleerup överlät i januari 1875 bokhandeln till Nils Quiding, bokhandlare i Karlshamn. Quiding ändrade firmanamnet till Gleerupska universitetsbokhandeln. Jacob Gleerup behöll förlagsverksamheten, som fortsatte som ett självständigt förlag fram till december 1970.
Nils Quiding försattes i konkurs den 1 februari 1886 och firman övertogs omedelbart av Hjalmar Möller, då bokhandlare i Kristianstad.
I maj 1891 köpte Möller Ekelöfska gården vid Stortorget med avsikt att flytta bokhandeln dit. Ekelöfska gården hade byggts 1871 av handlanden Peter Ekelöf vars verksamhet fortfarande drevs i gården när Möller köpte fastigheten. Firman P. Ekelöf & Son lade ner i början av 1892. Gleerups öppnade på sin nya adress den 15 augusti 1892.
Möller avled 1910, men bokhandeln skulle stanna inom samma släkt i fem generationer. Hans dotter Jeanna hade år 1896 gift sig med dåvarande löjnant, senare sparbankdirektör Gustaf Cavallin. Deras son Erik Gustaf Cavallin, också sparbanksdirektör, hade en dotter som hette Ann som gifte sig med läkaren Kjell Dyster-Aas.
År 1976 köpte Gleerups Ph. Lindstedts universitetsbokhandel, då Sveriges äldsta bokhandel belägen på Klostergatan ett kvarter från Gleerups.
Släkten Cavallin/Dyster-Aas ägde Gleerups bokhandel fram till år 1999 när den såldes till KF Media för att integreras i deras kedja Akademibokhandeln. Akademibokhandelns två andra butiker i Lund blev filialer till Gleerups i samband med köpet.